# Велика ідея

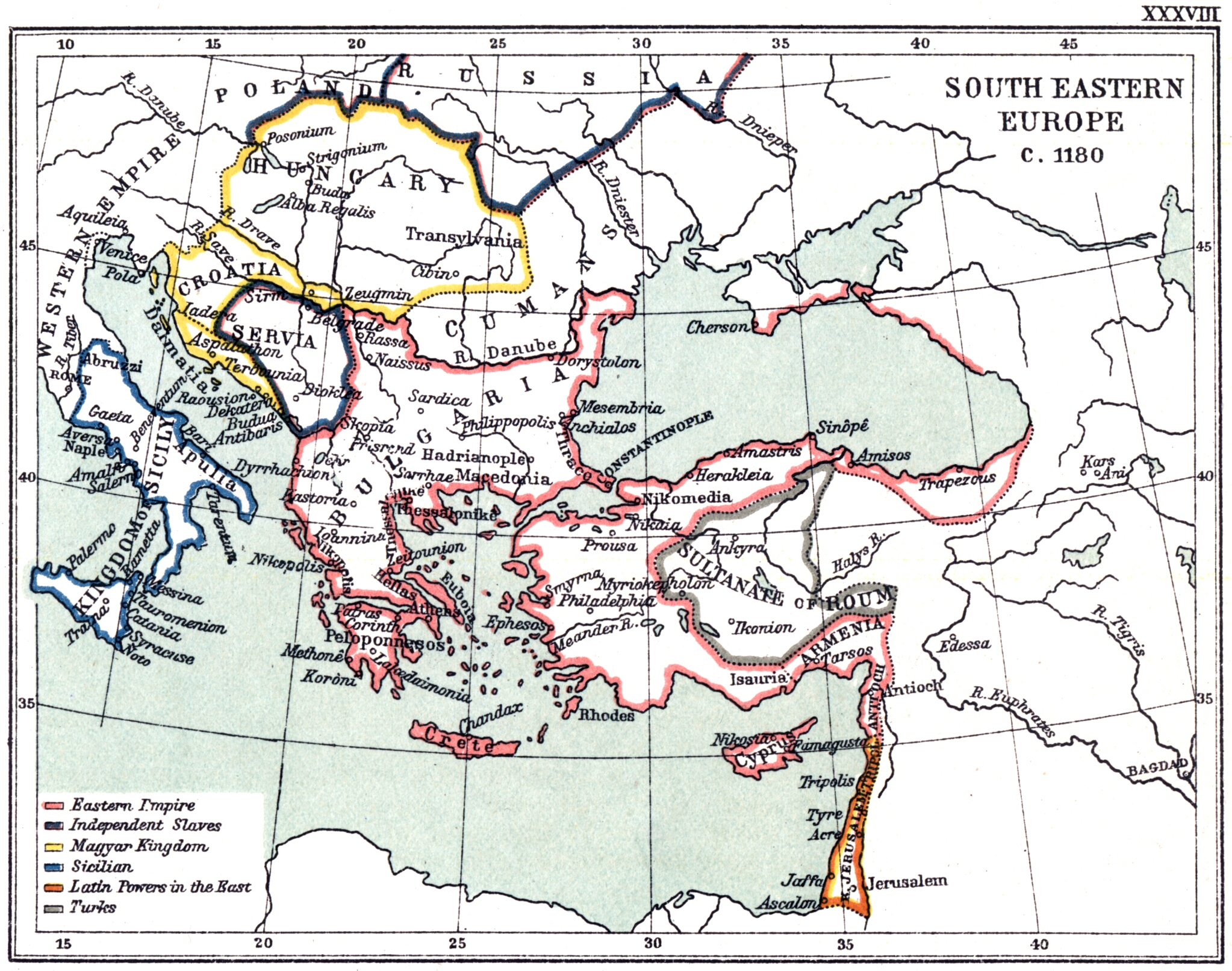
Мала Азія та Балканський півострів у складі Візантії, 1180 рік

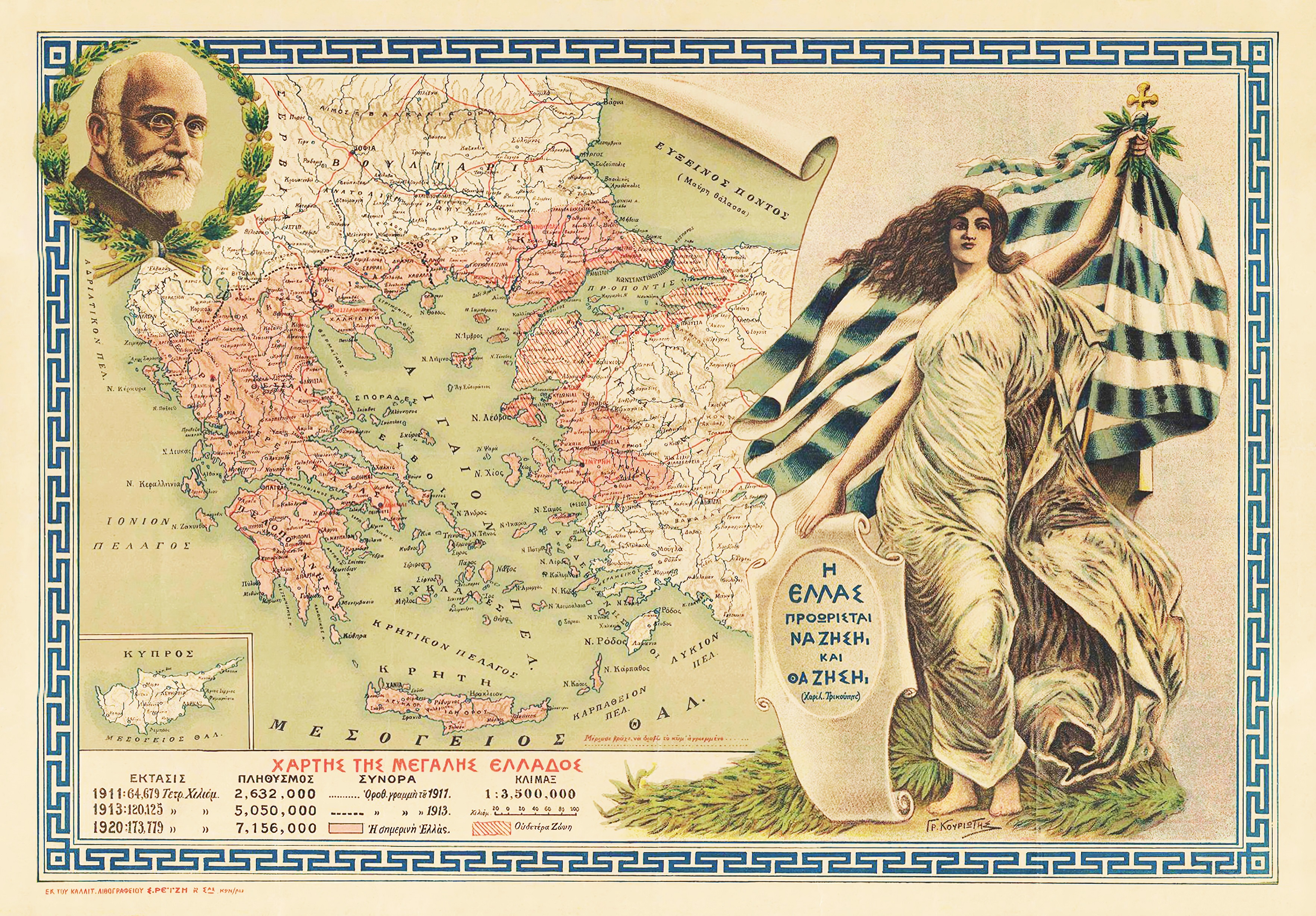
Мапа Великої Греції після підписання Севрського договору із зображенням Елефтеріоса Венізелоса

Вели́ка іде́я (грец. Μεγάλη Ιδέα) також Панеллінізм — іредентистська концепція греків під владою Османської імперії (доба туркократії — грец. Τουρκοκρατία), що передбачала реставрацію Візантійської імперії з центром у Константинополі. В середовищі грецької знаті Константинополя — фанаріотів — у XVIII—XIX століттях її здійснення часто мислилося шляхом поступової акумуляції влади в Оттоманській імперії в руках греків, які відігравали значну роль в управлінні і торгівлі імперії. У більш вузькому сенсі, може позначати невдалий план анексії Західної Анатолії та Східної Фракії грецькою державою під керівництвом Елефтеріоса Венізелоса.
Термін Μεγάλη Ιδέα вперше прозвучав у промові прем'єр-міністра Греції Іоанніс Колеттіса під час дебатів про Конституцію, проголошену в 1844 році. Концепція використовувалася в деяких військово-політичних планах російського уряду, зокрема у «грецькому проекті» Катерини II.
Відомий британський візантист Стівен Рансіман писав: «Мега́лі Іде́а, Велика ідея греків, сходить до епохи до османського завоювання. Це була ідея імперської долі грецького народу. Михайло VIII Палеолог висловив її у промові, коли почув, що його війська визволили Константинополь від латинян, хоча він і називав греків ромеями. За часів пізніших Палеологів знову з'являється слово еллін, але з усвідомленою інтенцією з'єднання візантійського імперіалізму з культурою і традиціями Стародавньої Греції».

## Історія
Остання грецька держава — Трапезундська імперія припинила своє існування в 1461 році. Грецькі борці за незалежність домоглися перших відчутних успіхів тільки 1823 року. Однак і тоді з 5 мільйонів греків лише близько 1 мільйона проживали на території Греції. Постійно стояло питання про долю тих, хто залишився за межами християнської Греції. Особливо болісно сприймалася доля Константинополя. Після різкого ослаблення та розпаду Османської імперії більшість молодих Балканських держав прагнули скористатися можливістю розширити свої володіння, до них належало і новостворене Грецьке королівство.
Повстання у Мореї 1821 року, за підтримки європейських держав і Російської імперії (за царювання Миколи I), призвело до утворення незалежної грецької держави, визнаної у 1830 році, хоча в ньому проживало лише 800 тисяч греків з 2,5 мільйонів по всій Османській імперії. Таке становище викликало прагнення до возз'єднання з греками територій, які не ввійшли в незалежну Грецію: Епіру, Фессалії, Македонії, Фракії, Криту, Кіпру, островів в Егейському морі, Константинополя, частини Анатолії, а також Іонічних островів (тоді володіння Британії). Наслідком успішної війни за незалежність греків став кардинальний підрив привілейованого становища фанаріотів в Османській імперії, на яких тепер, як і на всіх греків, дивилися з особливою підозрою. У банківській справі і торгівлі більшої ваги стали набувати відповідно вірмени та болгари.
Завданням розповсюдження панеллінізму тепер зайнявся уряд незалежного Грецького королівства. У 1864 році міністр народної освіти Греції Нікопулос заснував комісію для виділення коштів на поширення панеллінізму поза королівством, що було сприйнято співчутливо грецькою пресою в Константинополі та інших містах Османської імперії. Позначилась серйозна політфілософска розбіжність у поглядах між греками у вільній Греції та греками в Османській імперії. Російський дипломат князь Григорій Трубецькой описував його так: «Якщо греки королівства називають себе наступниками давніх еллінів, то греки, що живуть у Туреччині, мають навіть вагоміші підстави вважають себе нащадками візантійців.»
Видатним прихильником Великої ідеї був прем'єр-міністр Греції Елефтеріос Венізелос, який зумів розширити вдвічі територію Грецької республіки завдяки Балканським війнам 1912—1913 років з 64 657 до 121 268 кілометрів2 завдяки приєднанню південної частини Епіру, острова Крит і південної частини Македонії. Решта території області Фессалія була включена до складу грецької держави тільки 1881 року.
Після перемоги союзників у Першій світовій війні та підписання Севрського договору реалізація Великої ідеї стала як ніколи можливою: Греції були передані північна частина Епіру, острови Імброс та Тенедос, а також Фракія (за винятком Константинополя).
Поразка Греції у Греко-турецькій війні 1919—1922 років не тільки стала основною перешкодою для здійснення Великої ідеї, але фактично унеможливила подальше втілення ідей панеллінізму та енозісу. За Лозаннським мирним договором 1923 року острови Імброс та Тенедос передавались Туреччині. Також за умовами договору Греція втратила Північний Епір на користь Албанії, а також грецький регіон навколо міста Смірни (нині Ізмір) у Малій Азії та Східну Фракію на користь Туреччини.
У ході насильницького греко-турецького обміну населенням, що відбувався відповідно до Конвенції про обмін населенням між Королівством Греція та Туреччиною, зникли осередки еллінізму у Малій Азії, що існували безперервно впродовж майже трьох тисячоліть.
Після закінчення Другої світової війни Греція отримала в 1945 році як компенсацію за вторгнення італійської армії Беніто Муссоліні острови Додеканесу. Також до 1960 року тривав енозіс — потужний рух греків-кіпріотів за об'єднання з історичною батьківщиною Грецією, джерелом якого також слугувала Велика ідея.